# Raimond-Bérenger Ier de Barcelone
Pour les articles homonymes, voir Raimond-Bérenger.
Raimond-Bérenger Ier de Barcelone (né vers 1023 - mort en 1076, probablement à Barcelone) est un comte de Barcelone. Il appartient à la première maison de Barcelone.
Fils du comte Bérenger-Raimond Ier de Barcelone et de sa première épouse, Sancie de Castille, il succède jeune, en 1035, à la tête des domaines de son père, les comtés de Barcelone et de Gérone. Il doit affronter les révoltes de ses vassaux et de ses voisins, mais il leur impose patiemment son autorité. Il agrandit progressivement son territoire et met la main sur le comté catalan d'Osona, mais aussi sur Carcassonne et le Razès, dans le sud de l'Aude. Il combat également les royaumes musulmans taïfas et reçoit les surnoms de Hispaniae subjugator (« conquérant de l'Espagne ») et de Propugnator et murus christiani populi (« Protecteur et rempart du peuple chrétien »).
Plusieurs fois marié, il connaît une idylle avec sa troisième épouse, Almodis de la Marche, qui lui donne deux héritiers, Raimond-Bérenger et Bérenger-Raimond.

## Biographie

### Jeunesse
Raimond-Bérenger est le fils aîné de Bérenger-Raimond Ier, comte de Barcelone, de Gérone et d'Osona, et de Sancie de Castille, fille du comte de Castille Sanche Ier. Il naît au plus tôt en 1022, certainement en 1023. Il a un frère, Sanche, deux demi-frères, Guillaume et Bernard, et une demi-sœur, Sibylle. 
Il est encore mineur à la mort de son père, qui partage ses domaines entre ses fils : Raimond-Bérenger reçoit le comté de Gérone avec celui de Barcelone, moins les territoires au sud du Llobregat, constitués en « comté de Penedès » au profit de Sanche, et Guillaume reçoit le comté d'Osona. Raimond-Bérenger est investi d'une autorité supérieure sur ses deux frères, qui doivent lui obéir. Mais les enfants de Bérenger-Raimond Ier étant alors tous mineurs, c'est leur grand-mère, Ermessende de Carcassonne, qui est chargée d'assurer le gouvernement des comtés. 
Comme elle refuse de lui laisser le pouvoir, ils entrent en guerre en 1041 et ce jusqu'en 1043 quand sa grand-mère lui prête fidélité.

### Règne
Il passe alors pour l’homme le plus riche d’Occident. Il achète la paix des taifas de Lérida, Tortosa et Saragosse. Les paysans catalans, par contre, perdent leurs petites propriétés pour devenir les serfs des seigneuries d’une des formes la plus dure de féodalisme européen. La Catalogne imite les monnaies d’or musulmanes.
Il épouse en avril 1039 une dénommée Élisabeth dont la maison est incertaine, puis une dénommée Blanche.
En 1052, il enlève Almodis de la Marche, épouse du comte Pons II Guillaume de Toulouse, avec l'aide de la flotte de son allié l'émir de Tortosa. Il l'épouse après avoir répudié Blanche. Le couple est mis au ban par l'église (1054). Le comte réussit à faire déclarer leurs précédentes unions invalides pour cause de consanguinités et ils se marient légalement le 12 novembre 1056. Après plusieurs conflits, il obtient en 1057 la soumission de Guillem II de Besalú, son seul rival pour l'hégémonie en Catalogne.
Il est père de Bérenger-Raimond II de Barcelone (1053 - 1096) et Raimond-Bérenger II de Barcelone (1053 - 1082).
On lui attribue le noyau initial des Usages de Barcelone (1068), premier code féodal (150 ans avant la Magna Carta d'Angleterre).

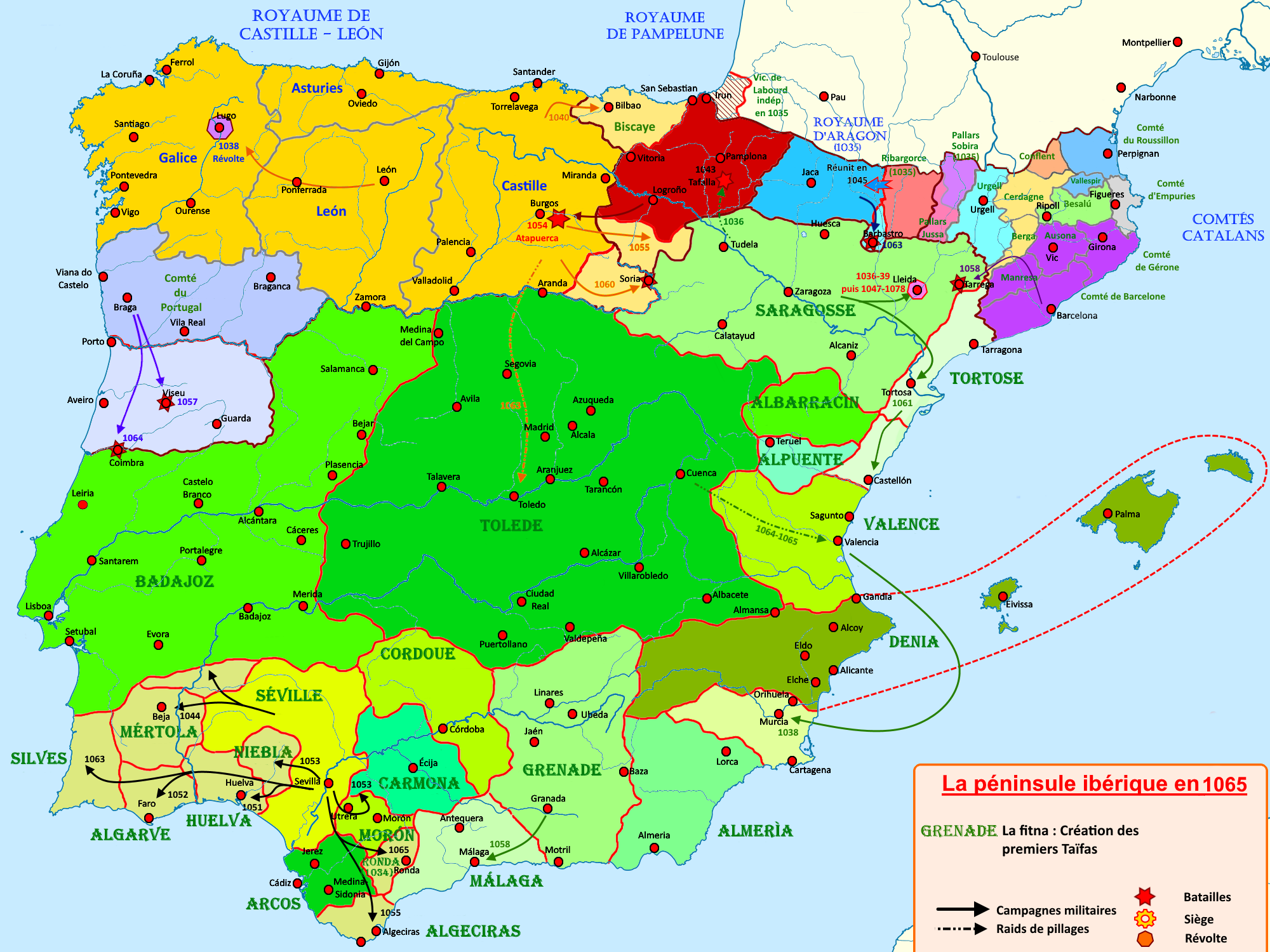
Le comté de Barcelone de 1035 à 1065.

### Décès

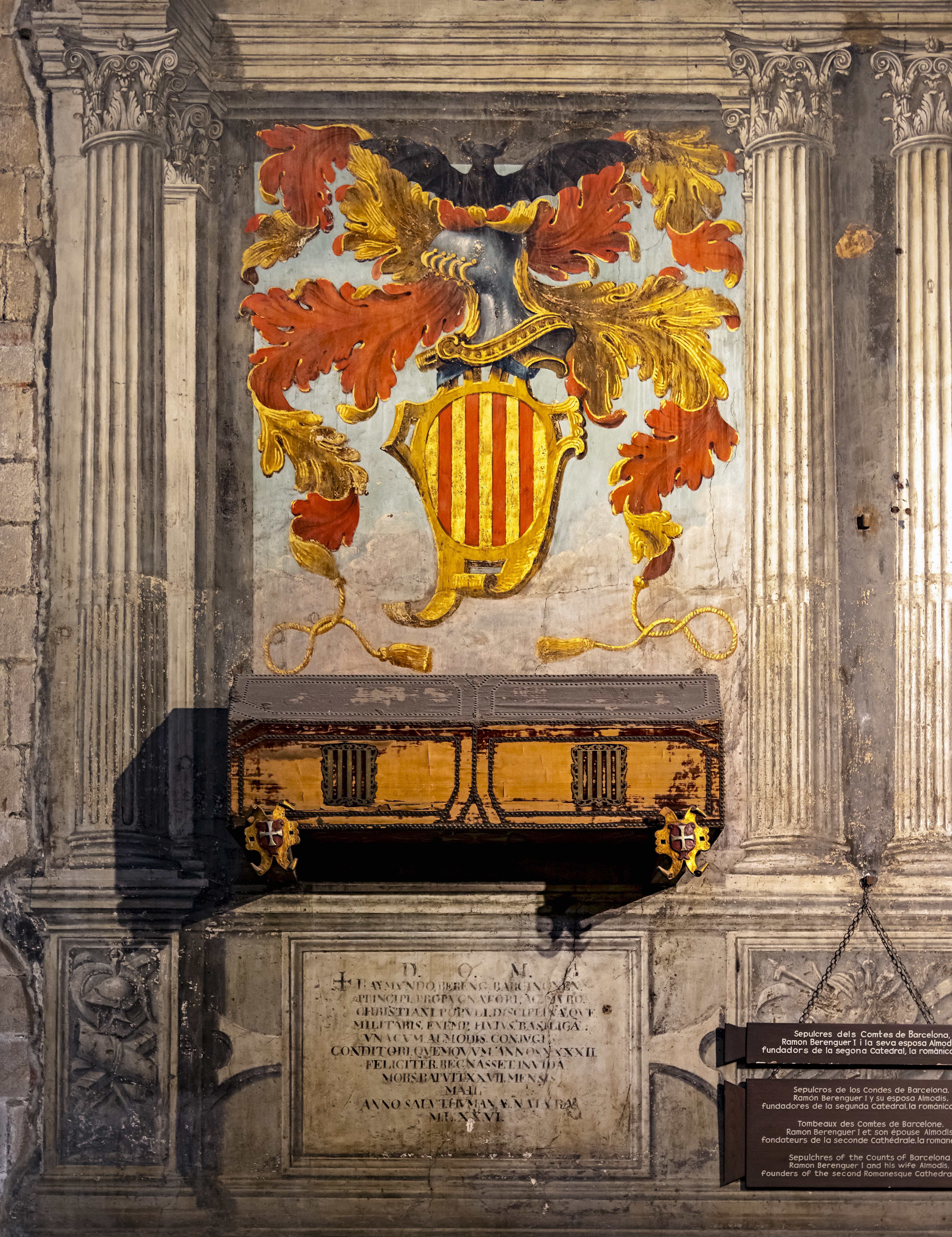
Tombeau de Raimond-Bérenger Ier dans la cathédrale de Barcelone.

Les tombeaux du comte de Barcelone et de sa femme Almodis se trouvent dans la cathédrale Sainte-Eulalie de Barcelone.

## Mariages et descendance
Raimond-Bérenger Ier se marie vers 1039 avec une première épousée prénommée Élisabeth, morte en 1050, dont l'origine familiale est incertaine, bien que plusieurs hypothèses généalogiques aient été proposées. Ils ont trois fils :
- Pierre-Raimond (v 1040 - 1071), déchu de ses droits de succession après 1071 ;
- Arnaud (? - 1045) ;
- Bérenger (? - 1045).

Il épouse en secondes noces une dénommée Blanche, répudiée rapidement pour lui permettre d'épouser en 1053 Almodis de la Marche, fille de Bernard Ier, comte de la Marche, et d'Amélie. Ils ont quatre enfants :
- Raimond-Bérenger II (1053 - 1082), comte de Barcelone ;
- Bérenger-Raimond II (1053 - 1097), comte de Barcelone ;
- Inès ou Agnès de Barcelone (? - ?), mariée à Guigues II, comte d'Albon ;
- Sancie de Barcelone (vers 1057 - 1095), mariée à Guillaume-Raimond, comte de Cerdagne.